# 古旗笑佳
古旗 笑佳（ふるはた えみか、2000年5月10日 - ）は、テレビ東京のアナウンサー。北海道札幌市出身。

## 来歴
東京都立白鷗高等学校卒業。
海外大進学を目指して実績のある予備校を探し、お茶ゼミを選ぶ。Depauw University、 OKnox University、 Ohio Wesleyan University、 Hollins Collegeなど合格。
2024年、テレビ東京総合編成局アナウンス部に入社。
アメリカの大学を卒業しており、在学時にはスタートアップ企業でのインターンシップを経て外資系コンサルティング会社への内定を獲得。しかし帰国後、旅行先の宿泊施設で「あなた、アナウンサーっぽいね」と言われたことをきっかけに、アナウンサーという職を意識したと語っている。

## 人物・エピソード
- 趣味は読書で、お気に入りの本に『週末は彼女たちのもの』『きらきらひかる』『きみの友だち』を挙げている。なお、「小説を書いて販売したことがある」とも公言している[3]。

## 出演番組
レギュラー出演
- いまからサイエンス（2024年7月10日 - ）
- Newsモーニングサテライト（2025年1月7日 - 、火・水曜日サブキャスター）

過去の出演番組
- NIKKEI NEWS NEXT（2024年7月1日 - 12月24日、月・火曜日ニュースキャスター）